# Lista de abolicionistas afro-americanos
Esta lista reúne os principais afro-americanos dos Estados Unidos que lutaram pelo fim da escravidão naquele país.
- Anna Murray-Douglass
- Austin Steward
- Benjamin "Pap" Singleton
- Charles Henry Langston
- Charles Lenox Remond
- David Ruggles
- David Walker
- Denmark Vesey
- Frances Harper
- Frederick Douglass
- Gabriel Prosser
- Harriet Tubman (1820-1913), ex-escravo, escritor
- Henry Highland Garnet
- James Forten
- James McCune Smith
- James Presley Ball
- James W.C. Pennington
- Jermain Wesley Loguen
- John Brown Russwurm
- John Mercer Langston
- John Parker
- Lee T. Smith
- Lewis Hayden
- Maria W. Stewart
- Martin Delany (1812–1885)
- Nat Turner
- Peter H. Clark
- Robert Purvis
- Samuel Cornish
- Sojourner Truth (c. 1797-1883), ex-escravizada[1]
- Terry Loguen
- Theodore S. Wright
- Thomas Dalton
- William Craft
- William Still
- William Whipper